# 馬丁·弗萊斯爾
馬丁·弗萊斯爾（德語：Martin Fraisl；1993年5月10日—）是一位奧地利足球運動員，在場上的位置是守門員。現效力於德國足球乙級聯賽球隊比勒費爾德。

## 外部連結
- Soccerway資料庫：馬丁·弗萊斯爾